# Stanislav Medvedenko
Stanislav Jurijovyč Medvedenko, detto Slava (in ucraino Станіслав Юрійович Медведенко?; Karapyshi, 4 aprile 1979), è un ex cestista ucraino.
Alto 2,08 m, giocava nel ruolo di ala grande.

## Biografia
È entrato a far parte dei Los Angeles Lakers nel 2000-2001, è noto per le sue capacità di tiro. Nel 2001 e 2002 ha vinto due campionati NBA.
La sua carriera ha avuto una svolta positiva nella stagione 2003-2004 quando, approfittando di un infortunio al ginocchio di Karl Malone, ha ottenuto il posto di titolare. Un infortunio durante la pre-stagione 2004 lo ha tenuto fuori dal campo.
Con il ritorno di Phil Jackson alla guida dei Lakers, ha sperato di ritrovare il suo posto grazie alla sua esperienza nel triangolo offensivo. Tuttavia, a causa di un'ernia del disco, ha saltato l'intera stagione 2005-2006. È stato estromesso dalla squadra nel marzo 2006, per consentire ai Lakers di reclutare Jim Jackson (cestista).
Nella stagione 2006-2007 è stato ingaggiato nell'Atlanta Hawks.
A causa dell'invasione russa dell'Ucraina del 2022, ha deciso di prestare servizio nella difesa militare della città di Kiev  e di mettere all’asta i suoi due anelli NBA per aiutare economicamente il suo Paese.

## Statistiche

### NBA

#### Regular Season
| Anno       | Squadra       | PG  | PT | MP   | TC%  | 3P%  | TL%  | RP  | AP  | PRP | SP  | PP  |
| ---------- | ------------- | --- | -- | ---- | ---- | ---- | ---- | --- | --- | --- | --- | --- |
| 2000-2001† | L.A. Lakers   | 7   | 0  | 5,6  | 48,0 | 100  | 58,3 | 1,3 | 0,3 | 0,1 | 0,1 | 4,6 |
| 2001-2002† | L.A. Lakers   | 71  | 6  | 10,3 | 47,7 | 0,0  | 66,1 | 2,2 | 0,6 | 0,4 | 0,2 | 4,7 |
| 2002-2003  | L.A. Lakers   | 58  | 10 | 10,7 | 43,4 | 0,0  | 72,1 | 2,4 | 0,3 | 0,2 | 0,1 | 4,4 |
| 2003-2004  | L.A. Lakers   | 68  | 38 | 21,2 | 44,1 | 0,0  | 76,7 | 5,0 | 0,8 | 0,6 | 0,3 | 8,3 |
| 2004-2005  | L.A. Lakers   | 43  | 4  | 9,8  | 45,5 | 0,0  | 82,1 | 1,8 | 0,3 | 0,2 | 0,0 | 3,8 |
| 2005-2006  | L.A. Lakers   | 2   | 0  | 3,0  | 50,0 | -    | -    | 0,0 | 0,5 | 0,0 | 0,0 | 1,0 |
| 2006-2007  | Atlanta Hawks | 14  | 0  | 5,8  | 41,4 | 50,0 | 85,0 | 1,0 | 0,1 | 0,0 | 0,1 | 3,0 |
| Carriera   | Carriera      | 263 | 58 | 12,7 | 45,0 | 15,4 | 74,0 | 2,8 | 0,5 | 0,3 | 0,2 | 5,3 |

#### Playoffs
| Anno     | Squadra     | PG | PT | MP   | TC%  | 3P% | TL%  | RP  | AP  | PRP | SP  | PP  |
| -------- | ----------- | -- | -- | ---- | ---- | --- | ---- | --- | --- | --- | --- | --- |
| 2002†    | L.A. Lakers | 7  | 0  | 3,0  | 60,0 | -   | -    | 0,6 | 0,0 | 0,0 | 0,0 | 0,9 |
| 2003     | L.A. Lakers | 9  | 0  | 8,1  | 55,6 | -   | 66,7 | 2,0 | 0,1 | 0,1 | 0,1 | 3,8 |
| 2004     | L.A. Lakers | 21 | 1  | 11,3 | 44,0 | -   | 81,0 | 2,5 | 0,5 | 0,2 | 0,2 | 4,0 |
| Carriera | Carriera    | 37 | 1  | 8,9  | 47,7 | -   | 77,8 | 2,0 | 0,3 | 0,1 | 0,1 | 3,3 |

## Palmarès

### Club
- Campionato NBA: 2

Los Angeles Lakers: 2001, 2002